# أف تي بي ميل
أف تي بي ميل (بالإنجليزية: FTPmail)‏ هو المصطلح المستخدم لممارسة استخدام خادم أف تي بي ميل للوصول إلى ملفات مختلفة عبر الإنترنت. وهو خادم وكيل يتصل (بشكل غير متزامن) بخوادم بروتوكول نقل الملفات البعيدة استجابة لطلبات البريد الإلكتروني ، ويعيد الملفات التي تم تنزيلها كمرفق بريد إلكتروني.